# Arbeitsnorm

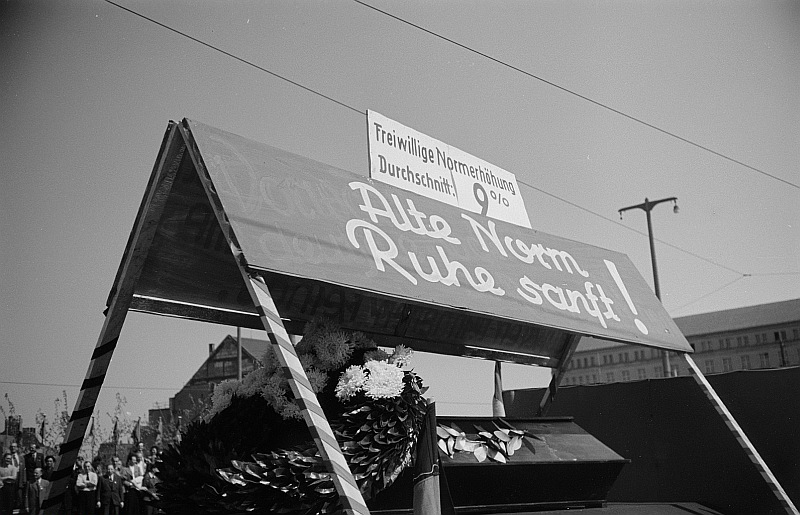
Freiwillige Normerhöhung
Durchschnitt: 9 %
Alte Norm Ruhe sanft!
Politische Losung am
1. Mai 1953 in Leipzig

Eine Arbeitsnorm oder Norm war in der Zentralverwaltungswirtschaft der Deutschen Demokratischen Republik die in einem vorgegebenen Zeitraum von einer Arbeitskraft zu erbringende Arbeitsleistung. Zu der Arbeitsnorm gehörte die Beschreibung der Bedingungen, also der technischen und organisatorischen Voraussetzungen sowie der Art der Arbeitsdurchführung. Das alles führte zur Berechnung, welche Stückzahl eines Produktes in einer bestimmten Zeit hergestellt werden konnte.

## Normenschaukelei
Die Festlegung von Arbeitsnormen war in der DDR eine staatliche Maßnahme in der volkseigenen Wirtschaft, um das Verhältnis von Arbeitsproduktivität und Arbeitsleistung den gegebenen Veränderungen in der Produktion anzupassen. Durch die Erhöhung der bestehenden Normen konnte sich der Lohn der Beschäftigten verringern, die nach Leistung bezahlt wurden. Brigadiere oder Betriebsleiter täuschten die Erfüllung der Planvorgaben vor, indem sie prämienbegünstigte Leistungen angaben, die tatsächlich nicht oder nicht im angegebenen Umfang erbracht wurden. Diese eigenmächtige Änderung der Normen wurde staatlicherseits mit dem Schlagwort Normenschaukelei bezeichnet.
Im Gegenzug zwangen die Normabteilungen der Betriebe die Beschäftigten dazu, freiwillige Normerhöhungen zu erklären, dies wiederum führte zu staatlich festgelegten Normerhöhungen.

## Berlin, 17. Juni 1953
Im Juni 1953 spitzte sich nach einer Erhöhung der Arbeitsnormen um 10 % dieses Problem erheblich zu. Das führte von Seiten der SED zu heftigen Reaktionen. Am 14. Juni 1953 veröffentlichte die Zeitung Neues Deutschland einen Artikel unter der Überschrift „Es wird Zeit, den Holzhammer beiseite zu legen“, in dem aufgefordert wurde, mit dem „Kuhhandel und der Normenschaukelei“ Schluss zu machen. Die Beschlüsse für neue Normen müssten durch Überzeugung bei den Belegschaften durchgesetzt werden, denn „das Gefährlichste dabei ist, dass wir bei diktatorischer und administrativer Einführung von Maßnahmen unsere Werktätigen abstoßen, anstatt sie immer fester an uns zu binden“. Am 16. Juni 1953 ließ das SED-Politbüro im Rundfunk erklären, die administrative Durchsetzung der Normerhöhungen sei falsch und empfahl der Regierung, den entsprechenden Beschluss aufzuheben. Die Unruhen des 17. Juni 1953 konnten dadurch nicht mehr aufgehalten werden.
Der Dramatiker Heiner Müller thematisierte die Problematik in seinen Stücken Der Lohndrücker und Die Korrektur.

## Normbrecher
Als Normbrecher wurden im sozialistischen System der DDR Personen bezeichnet, die über das vorgegebene Maß, den Plan, hinaus arbeiteten. Dadurch setzten sie den Maßstab für ihre Kollegen hoch, die fürchteten, für den gleichen Lohn mehr arbeiten zu müssen. Normbrecher waren somit unter Arbeitern unbeliebt und gefürchtet, während sie von der politischen Führung hofiert und für Propagandazwecke eingesetzt wurden. Bekannt wurde insbesondere der Bergmann Adolf Hennecke, der 1948 in einer vorbereiteten Hochleistungsschicht die Arbeitsnorm mit 387 % übererfüllte und dafür 1949 als Erster den Nationalpreis der DDR I. Klasse für Wissenschaft und Technik erhielt. Ein anderes Beispiel war die Schnelldrehbrigade der Maschinenfabrik Buckau-Wolf, die 1951 „für die Auslösung der Schnelldrehbewegung in der Deutschen Demokratischen Republik“ mit dem Nationalpreis der DDR II. Klasse geehrt wurde.
Nach dem Arbeiteraufstand vom 17. Juni 1953 suchte die SED-Führung nach geeigneten Arbeitern als Vorbildobjekte, um die Überbietung der Normen und den sozialistischen Wettbewerb wieder in Gang zu bringen. Die Weberin Frida Hockauf verpflichtete sich nach einer Gewerkschaftsaktivtagung am 29. September 1953, in den drei letzten Monaten des Jahres 45 laufende Meter zusätzlichen Stoff zu produzieren. Es wurde vermeldet, dass sie durch gut organisierte Arbeit und gewissenhafte Ausnutzung der Arbeitszeit ihr selbstgestelltes Ziel bereits am 10. Dezember 1953 erreichte.